# Dobec
Dobec – wieś w Słowenii, w gminie Cerknica. W 2018 roku liczyła 62 mieszkańców.